# Rafael Lara Grajales
Rafael Lara Grajales là một đô thị thuộc bang Puebla, México. Năm 2005, dân số của đô thị này là 12945 người.